# Valvata
Valvata is een geslacht van weekdieren uit de  familie van de Valvatidae.

## Soorten
- Valvata abavia Huckriede, 1967 †
- Valvata abdita Brusina, 1902 †
- Valvata adeorboides Fuchs, 1870 †
- Valvata aliena Westerlund, 1877
- Valvata almerai Almera, 1894 †
- Valvata altaica Popova & Starobogatov, 1970 †
- Valvata ambigua Westerlund, 1873
- Valvata anconae De Stefani, 1877 †
- Valvata anomala Moore, 1867 †
- Valvata aphanotylopsis Brusina, 1902 †
- Valvata applanata Youluo, 1978 †
- Valvata armeniaca Walther & Glöer, 2019
- Valvata arnaudi Repelin, 1902 †
- Valvata avia (Eichwald, 1850) †
- Valvata balizacensis (Degrange-Touzin, 1892) †
- Valvata banatica Brusina, 1902 †
- Valvata beltrami Contreras-Arquiet, 1993
- Valvata benoisti Cossmann, 1899 †
- Valvata beysehirensis Glöer & Girod, 2013 †
- Valvata bicarinata I. Lea, 1841
- Valvata bicincta Whiteaves, 1885 †
- Valvata bouei Pavlović, 1903 †
- Valvata bourdoti Cossmann, 1899 †
- Valvata bouryi Cossmann, 1888 †
- Valvata brevicula Kozhov, 1936
- Valvata bugensis (Gozhik in Gozhik & Datsenko, 2007) †
- Valvata bukowskii Brusina, 1897 †
- Valvata carasiensis Jekelius, 1944 †
- Valvata chalinei Schlickum & Puisségur, 1978 †
- Valvata changzhouensis Yü, 1977 †
- Valvata cincta Taner, 1974 †
- Valvata circinata (Greppin, 1855) †
- Valvata cobalcescui Brusina, 1885 †
- Valvata comes Hudleston, 1896 †
- Valvata confusa Westerlund, 1897
- Valvata connectens Brusina, 1892 †
- Valvata cosinensis Stache, 1889 †
- Valvata cossmanni (Brusina, 1894) †
- Valvata craterella Russell, 1938 †
- Valvata cristata O. F. Müller, 1774
- Valvata crusitensis Fontannes, 1887 †
- Valvata cyclostoma (Brusina, 1902) †
- Valvata cyclostrema Brusina, 1892 †
- Valvata cyclotusoides Raspail, 1909 †
- Valvata cyrenophila Andreae, 1884 †
- Valvata dakangensis (Yü, 1974) †
- Valvata debilis Fuchs, 1870 †
- Valvata delaunayi Cossmann, 1907 †
- Valvata deshayesi Denainvilliers, 1875 †
- Valvata disjuncta Dollfus, 1877 †
- Valvata ducati Esu & Girotti, 2015 †
- Valvata eugeniae Neumayr in Herbich & Neumayr, 1875 †
- Valvata euristoma Brusina, 1902 †
- Valvata exotica Papp, 1954 †
- Valvata filosa Whiteaves, 1885 †
- Valvata fossaruliformis Brusina, 1902 †
- Valvata fuchsi (Brusina, 1894) †
- Valvata furlici Brusina, 1897 †
- Valvata gafurovi Izzatullaev, 1977
- Valvata giraudi Dollfus, 1908 †
- Valvata gregaria Bukowski, 1896 †
- Valvata gregorii W. I. Robinson, 1915 †
- Valvata guriana (Gozhik in Gozhik & Datsenko, 2007) †
- Valvata hanjiangensis Yü, 1977 †
- Valvata heidemariae Willmann, 1981 †
- Valvata helicoides Stoliczka, 1862 †
- Valvata hellenica Tournouër in P. Fischer, 1877 †
- Valvata hirsutecostata Poliński, 1929
- Valvata hokkaidoensis Miyadi, 1935
- Valvata homalogyra Brusina, 1874 †
- Valvata huailinensis Yü & Pan, 1982 †
- Valvata humeralis Say, 1829
- Valvata hydrobiaeformis Cossmann, 1919 †
- Valvata idahoensis D. W. Taylor in D. W. Taylor & G. R. Smith, 1981 †
- Valvata ilici Brusina, 1897 †
- Valvata incerta Yen, 1947 †
- Valvata indecisa Cossmann, 1924 †
- Valvata inflata Sandberger, 1875 †
- Valvata inflexa Deshayes, 1862 †
- Valvata interposita De Stefani, 1880 †
- Valvata jaccardi Locard, 1893 †
- Valvata jalpuchensis (Gozhik, 2002) †
- Valvata japonica von Martens, 1877
- Valvata jiangsuensis Yü, 1977 †
- Valvata joncheryensis Wenz, 1930 †
- Valvata juliae Scholz & Glaubrecht, 2010 †
- Valvata jurassica Branson, 1935 †
- Valvata kamirensis Willmann, 1981 †
- Valvata kavusani Schütt in Schütt & Kavuşan, 1984 †
- Valvata kebapcii Odabaşi, Glöer & Yıldırım, 2015
- Valvata kizakikoensis Fujita & Habe, 1991
- Valvata klemmi Schütt, 1962
- Valvata kochi Pavlović, 1932 †
- Valvata koehleri Harzhauser, Neubauer & Hoşgör, 2018 †
- Valvata kournasi Glöer & Hirschfelder, 2019
- Valvata kubanica Krestovnikov, 1931 †
- Valvata kupensis Fuchs, 1870 †
- Valvata landereri Hermite, 1879 †
- Valvata larteti Bourguignat, 1881 †
- Valvata leopoldi De Boissy, 1848 †
- Valvata leptonema Brusina, 1892 †
- Valvata lessonae Sacco, 1886 †
- Valvata lorentheyi Wenz, 1928 †
- Valvata lucici Brusina, 1902 †
- Valvata macrostoma Mörch, 1864
- Valvata magniumbilicata Youluo, 1978 †
- Valvata marginata Michaud, 1855 †
- Valvata mathiasi Esu & Girotti, 2018 †
- Valvata menyinensis Yen, 1969 †
- Valvata mergella Westerlund, 1883
- Valvata michaudi Deshayes, 1862 †
- Valvata minuscula Yen & Reeside, 1946 †
- Valvata moesiensis Jekelius, 1944 †
- Valvata moguntina (O. Boettger, 1884) †
- Valvata molnarae Soós in Bartha & Soós, 1955 †
- Valvata montanaensis Meek, 1876 †
- Valvata montenegrina Glöer & Pešić, 2008
- Valvata nana Meek, 1873 †
- Valvata neglecta Brusina, 1902 †
- Valvata nevadensis D. W. Taylor in D. W. Taylor & G. R. Smith, 1981 †
- Valvata nilotica Jickeli, 1874
- Valvata nowshahrensis Glöer & Pešić, 2012
- Valvata obtusaeformis Lörenthey, 1906 †
- Valvata ocsensis Soós, 1934 †
- Valvata orientalis P. Fischer in Tchihatcheff, 1866 †
- Valvata pagana Bulić & Jurišić-Polšak, 2009 †
- Valvata palmotici Brusina, 1902 †
- Valvata pamirensis Starobogatov, 1972
- Valvata parviumbilicata Wang, 1977 †
- Valvata paula Pierce, 1993 †
- Valvata paviai Schlickum & Strauch, 1979 †
- Valvata peneckei Brusina, 1892 †
- Valvata perdepressa Walker, 1906
- Valvata petronijevici Milošević, 1973 †
- Valvata philippsoni Oppenheim, 1891 †
- Valvata pileiformis Youluo, 1978 †
- Valvata piscinalis (O. F. Müller, 1774)
- Valvata piscinaloides Michaud, 1855 †
- Valvata pisidica Oppenheim, 1919 †
- Valvata planconcava Pavlović, 1927 †
- Valvata planibasis Cossmann, 1899 †
- Valvata platispira Szőts, 1953 †
- Valvata polita A. A. Ali-Zade, 1973 †
- Valvata politioanei Jekelius, 1944 †
- Valvata polystriata Pavlović, 1927 †
- Valvata pontica Pană, 1990 †
- Valvata praecursor Tate, 1873 †
- Valvata praecursoris (White, 1895) †
- Valvata praepiscinalis (Gozhik in Gozhik & Datsenko, 2007) †
- Valvata procera (Russell, 1952) †
- Valvata prutulensis (Gozhik in Gozhik & Datsenko, 2007) †
- Valvata pseudoadeorbis Sinzov, 1880 †
- Valvata pseudoalpestris Brusina, 1902 †
- Valvata pygmaea Moore, 1867 †
- Valvata pygmaea Noulet, 1854 †
- Valvata pyramidula Esu & Girotti, 2015 †
- Valvata radiatula Sandberger, 1872 †
- Valvata radovanovici Pavlović, 1931 †
- Valvata rakovetzae Popova & Starobogatov, 1970 †
- Valvata ranjinai Brusina, 1902 †
- Valvata rehetaiensis Youluo, 1978 †
- Valvata relicta (Poliński, 1929)
- Valvata rhabdota Sturany, 1894
- Valvata ringentis Youluo, 1978 †
- Valvata ristici (Pavlović, 1931) †
- Valvata rothleitneri Bittner, 1884 †
- Valvata rugaoensis Wang, 1977 †
- Valvata saghalinensis Miyadi, 1935
- Valvata salebrosa Meijer, 1990 †
- Valvata salina Leonard, 1972
- Valvata saulcyi Bourguignat, 1853
- Valvata semigradata Pavlović, 1927 †
- Valvata shakengensis Yü & Zhang, 1982 †
- Valvata sibinensis Neumayr in Neumayr & Paul, 1875 †
- Valvata sibirica Middendorff, 1851
- Valvata sichuanensis Yü, Pan & Wang, 1974 †
- Valvata simusyuensis Miyadi, 1935
- Valvata sincera Say, 1824
- Valvata sinensis Yu & Lee, 1983 †
- Valvata singularis (Gozhik in Gozhik & Datsenko, 2007) †
- Valvata skhiadica Bukowski, 1896 †
- Valvata soceni Jekelius, 1944 †
- Valvata sorensis W. Dybowski, 1886
- Valvata splendida Szőts, 1953 †
- Valvata stenotrema Poliński, 1929
- Valvata stiriaca Rolle, 1860 †
- Valvata stoliczkana Nevill, 1878
- Valvata striolata Pavlović, 1927 †
- Valvata studeri Boeters & Falkner, 1998
- Valvata subbiformis Gozhik in Gozhik & Prysjazhnjuk, 1978 †
- Valvata subcarinata Brusina, 1878 †
- Valvata subgradata Lörenthey, 1902 †
- Valvata subpulchella (Gozhik in Gozhik & Datsenko, 2007) †
- Valvata subumbilicata (Meek & Hayden, 1856) †
- Valvata sulekiana Brusina, 1874 †
- Valvata symmetra (Ludwig, 1865) †
- Valvata tanaiticus Sanko, 2007 †
- Valvata tihanyensis Lörenthey, 1906 †
- Valvata toplicani Milošević, 1984 †
- Valvata tournoueri Capellini, 1880 †
- Valvata transbaicalensis Martinson, 1956 †
- Valvata tricarinata (Say, 1817)
- Valvata trigeri Deshayes, 1862 †
- Valvata trouessarti Brusina, 1902 †
- Valvata truckeensis Yen, 1950 †
- Valvata turbinata Stache, 1889 †
- Valvata turislavica Jekelius, 1944 †
- Valvata unicarinata Lörenthey, 1893 †
- Valvata utahensis Call, 1884
- Valvata vallestris Fontannes, 1876 †
- Valvata vanciana Tournouër, 1875 †
- Valvata variabilis Fuchs, 1870 †
- Valvata varians Lörenthey, 1902 †
- Valvata varicosa Koert, 1898 †
- Valvata velitzelosi Schütt in Schütt & Velitzelos, 1991 †
- Valvata vinogradovkaensis (Gozhik, 2002) †
- Valvata virens Tryon, 1863
- Valvata vivipariformis Oppenheim, 1891 †
- Valvata vrabceana Gorjanović-Kramberger, 1890 †
- Valvata wenzi Papp, 1953 †
- Valvata whitei Hannibal, 1910
- Valvata winnebagoensis F.C. Baker, 1928
- Valvata yongkangensis Yü, 1980 †
- Valvata zhongbaensis Yü, 1974 †
- Valvata zhouqingzhuangensis Youluo, 1978 †
- Valvata zhuchengensis (Pan, 1983) †

### Taxon inquirendum
- Valvata andrussovi A. A. Ali-Zade, 1967 †
- Valvata balchanica A. A. Ali-Zade, 1967 †
- Valvata fragilis Yü, 1965 †
- Valvata kukunorica Sturany, 1899
- Valvata revoili Bourguignat, 1890
- Valvata shansiensis Yü, 1965 †
- Valvata turbinoides K. Ali-Zade, 1936 †

### Nomen dubium
- Valvata costata Taner, 1974 †
- Valvata subdepressa Bielz, 1864 †

### Synoniemen
- Valvata (Sibirovalvata) aliena Westerlund, 1877 => Valvata aliena Westerlund, 1877
- Valvata (Sibirovalvata) brevicula Kozhov, 1936 => Valvata brevicula Kozhov, 1936
- Valvata (Sibirovalvata) confusa Westerlund, 1897 => Valvata confusa Westerlund, 1897
- Valvata (Sibirovalvata) simusyuensis Miyadi, 1935 => Valvata simusyuensis Miyadi, 1935
- Valvata (Sibirovalvata) sorensis W. Dybowski, 1886 => Valvata sorensis W. Dybowski, 1886
- Valvata (Aphanotylus) Brusina, 1894 † => Valvata O. F. Müller, 1773
- Valvata (Aphanotylus) adeorboides Fuchs, 1870 † => Valvata adeorboides Fuchs, 1870 †
- Valvata (Aphanotylus) chalinei Schlickum & Puisségur, 1978 † => Valvata chalinei Schlickum & Puisségur, 1978 †
- Valvata (Aphanotylus) cossmanni (Brusina, 1894) † => Valvata cossmanni (Brusina, 1894) †
- Valvata (Aphanotylus) fuchsi (Brusina, 1894) † => Valvata fuchsi (Brusina, 1894) †
- Valvata (Aphanotylus) hellenica Tournouër in P. Fischer, 1877 † => Valvata hellenica Tournouër in P. Fischer, 1877 †
- Valvata (Aphanotylus) kupensis Fuchs, 1870 † => Valvata kupensis Fuchs, 1870 †
- Valvata (Aphanotylus) moesiensis Jekelius, 1944 † => Valvata moesiensis Jekelius, 1944 †
- Valvata (Aphanotylus) ristici (Pavlović, 1931) † => Valvata ristici (Pavlović, 1931) †
- Valvata (Aphanotylus) skhiadica Bukowski, 1896 † => Valvata skhiadica Bukowski, 1896 †
- Valvata (Aphanotylus) aberrans Bukowski, 1896 † => Valvata skhiadica Bukowski, 1896 †
- Valvata (Aphanotylus) pseudoadeorboides Sinzov, 1880 † => Valvata pseudoadeorbis Sinzov, 1880 †
- Valvata (Cincinna) Mörch, 1864 => Valvata O. F. Müller, 1773
- Valvata (Cincinna) bezanconi De Laubrière & Carez, 1881 †
- Valvata (Cincinna) turgensis Martinson, 1961 †
- Valvata (Cincinna) abavia Huckriede, 1967 † => Valvata abavia Huckriede, 1967 †
- Valvata (Cincinna) almerai Almera, 1894 † => Valvata almerai Almera, 1894 †
- Valvata (Cincinna) altaica Popova & Starobogatov, 1970 † => Valvata altaica Popova & Starobogatov, 1970 †
- Valvata (Cincinna) ambigua Westerlund, 1873 => Valvata ambigua Westerlund, 1873
- Valvata (Cincinna) applanata Youluo, 1978 † => Valvata applanata Youluo, 1978 †
- Valvata (Cincinna) balizacensis (Degrange-Touzin, 1892) † => Valvata balizacensis (Degrange-Touzin, 1892) †
- Valvata (Cincinna) banatica Brusina, 1902 † => Valvata banatica Brusina, 1902 †
- Valvata (Cincinna) benoisti Cossmann, 1899 † => Valvata benoisti Cossmann, 1899 †
- Valvata (Cincinna) bouei Pavlović, 1903 † => Valvata bouei Pavlović, 1903 †
- Valvata (Cincinna) bouryi Cossmann, 1888 † => Valvata bouryi Cossmann, 1888 †
- Valvata (Cincinna) bugensis (Gozhik in Gozhik & Datsenko, 2007) † => Valvata bugensis(Gozhik in Gozhik & Datsenko, 2007) †
- Valvata (Cincinna) bukowskii Brusina, 1897 † => Valvata bukowskii Brusina, 1897 †
- Valvata (Cincinna) carasiensis Jekelius, 1944 † => Valvata carasiensis Jekelius, 1944 †
- Valvata (Cincinna) circinata (Greppin, 1855) => Valvata circinata (Greppin, 1855) †
- Valvata (Cincinna) cobalcescui Brusina, 1885 † => Valvata cobalcescui Brusina, 1885 †
- Valvata (Cincinna) connectens Brusina, 1892 † => Valvata connectens Brusina, 1892 †
- Valvata (Cincinna) crusitensis Fontannes, 1887 † => Valvata crusitensis Fontannes, 1887 †
- Valvata (Cincinna) delaunayi Cossmann, 1907 † => Valvata delaunayi Cossmann, 1907 †
- Valvata (Cincinna) deshayesi Denainvilliers, 1875 † => Valvata deshayesi Denainvilliers, 1875 †
- Valvata (Cincinna) eugeniae Neumayr in Herbich & Neumayr, 1875 † => Valvata eugeniae Neumayr in Herbich & Neumayr, 1875 †
- Valvata (Cincinna) euristoma Brusina, 1902 † => Valvata (Valvata) euristoma Brusina, 1902 †
- Valvata (Cincinna) fossaruliformis Brusina, 1902 † => Valvata fossaruliformis Brusina, 1902 †
- Valvata (Cincinna) fragilis Yü, 1965 † => Valvata fragilis Yü, 1965 †
- Valvata (Cincinna) furlici Brusina, 1897 † => Valvata furlici Brusina, 1897 †
- Valvata (Cincinna) giraudi Dollfus, 1908 † => Valvata giraudi Dollfus, 1908 †
- Valvata (Cincinna) gregaria Bukowski, 1896 † => Valvata gregaria Bukowski, 1896 †
- Valvata (Cincinna) hanjiangensis Yü in Yü & Wang, 1977 † => Valvata hanjiangensis Yü, 1977 †
- Valvata (Cincinna) hydrobiaeformis Cossmann, 1919 † => Valvata hydrobiaeformis Cossmann, 1919 †
- Valvata (Cincinna) ilici Brusina, 1897 † => Valvata ilici Brusina, 1897 †
- Valvata (Cincinna) interposita De Stefani, 1880 † => Valvata interposita De Stefani, 1880 †
- Valvata (Cincinna) jaccardi Locard, 1893 † => Valvata jaccardi Locard, 1893 †
- Valvata (Cincinna) jalpuchensis (Gozhik, 2002) † => Valvata jalpuchensis (Gozhik, 2002) †
- Valvata (Cincinna) jiangsuensis Yü in Yü & Wang, 1977 † => Valvata jiangsuensis Yü, 1977 †
- Valvata (Cincinna) joncheryensis Wenz, 1930 † => Valvata joncheryensis Wenz, 1930 †
- Valvata (Cincinna) klemmi Schütt, 1962 => Valvata klemmi Schütt, 1962
- Valvata (Cincinna) larteti Bourguignat, 1881 † => Valvata larteti Bourguignat, 1881 †
- Valvata (Cincinna) lessonae Sacco, 1886 † => Valvata lessonae Sacco, 1886 †
- Valvata (Cincinna) lorentheyi Wenz, 1928 † => Valvata lorentheyi Wenz, 1928 †
- Valvata (Cincinna) lucici Brusina, 1902 † => Valvata lucici Brusina, 1902 †
- Valvata (Cincinna) molnarae Soós in Bartha & Soós, 1955 † => Valvata molnarae Soós in Bartha & Soós, 1955 †
- Valvata (Cincinna) montenegrina Glöer & Pešić, 2008 => Valvata montenegrina Glöer & Pešić, 2008
- Valvata (Cincinna) neglecta Brusina, 1902 † => Valvata neglecta Brusina, 1902 †
- Valvata (Cincinna) obtusaeformis Lörenthey, 1906 † => Valvata obtusaeformis Lörenthey, 1906 †
- Valvata (Cincinna) orientalis P. Fischer in Tchihatcheff, 1866 † => Valvata orientalis P. Fischer in Tchihatcheff, 1866 †
- Valvata (Cincinna) paviai Schlickum & Strauch, 1979 † => Valvata paviai Schlickum & Strauch, 1979 †
- Valvata (Cincinna) peneckei Brusina, 1892 † => Valvata peneckei Brusina, 1892 †
- Valvata (Cincinna) petronijevici Milošević, 1973 † => Valvata petronijevici Milošević, 1973 †
- Valvata (Cincinna) philippsoni Oppenheim, 1891 † => Valvata philippsoni Oppenheim, 1891 †
- Valvata (Cincinna) piscinalis (O. F. Müller, 1774) => Valvata piscinalis (O. F. Müller, 1774)
- Valvata (Cincinna) politioanei Jekelius, 1944 † => Valvata politioanei Jekelius, 1944 †
- Valvata (Cincinna) pontica Pană, 1990 † => Valvata pontica Pană, 1990 †
- Valvata (Cincinna) praepiscinalis (Gozhik in Gozhik & Datsenko, 2007) † => Valvata praepiscinalis (Gozhik in Gozhik & Datsenko, 2007) †
- Valvata (Cincinna) prutulensis (Gozhik in Gozhik & Datsenko, 2007) † => Valvata prutulensis (Gozhik in Gozhik & Datsenko, 2007) †
- Valvata (Cincinna) pseudoalpestris Brusina, 1902 † => Valvata pseudoalpestris Brusina, 1902 †
- Valvata (Cincinna) radiatula Sandberger, 1872 † => Valvata radiatula Sandberger, 1872 †
- Valvata (Cincinna) rakovetzae Popova & Starobogatov, 1970 † => Valvata rakovetzae Popova & Starobogatov, 1970 †
- Valvata (Cincinna) ranjinai Brusina, 1902 † => Valvata ranjinai Brusina, 1902 †
- Valvata (Cincinna) rehetaiensis Youluo, 1978 † => Valvata rehetaiensis Youluo, 1978 †
- Valvata (Cincinna) saulcyi Bourguignat, 1853 => Valvata saulcyi Bourguignat, 1853
- Valvata (Cincinna) shakengensis Yü & Zhang, 1982 † => Valvata shakengensis Yü & Zhang, 1982 †
- Valvata (Cincinna) shansiensis Yü, 1965 † => Valvata shansiensis Yü, 1965 †
- Valvata (Cincinna) sibinensis Neumayr in Neumayr & Paul, 1875 † => Valvata sibinensis Neumayr in Neumayr & Paul, 1875 †
- Valvata (Cincinna) skhiadica Bukowski, 1896 † => Valvata skhiadica Bukowski, 1896 †
- Valvata (Cincinna) soceni Jekelius, 1944 † => Valvata soceni Jekelius, 1944 †
- Valvata (Cincinna) stenotrema Poliński, 1929 => Valvata stenotrema Poliński, 1929
- Valvata (Cincinna) stiriaca Rolle, 1860 † => Valvata stiriaca Rolle, 1860 †
- Valvata (Cincinna) studeri Boeters & Falkner, 1998 => Valvata studeri Boeters & Falkner, 1998
- Valvata (Cincinna) subcarinata Brusina, 1878 † => Valvata subcarinata Brusina, 1878 †
- Valvata (Cincinna) subgradata Lörenthey, 1902 † => Valvata subgradata Lörenthey, 1902 †
- Valvata (Cincinna) tihanyensis Lörenthey, 1906 † => Valvata tihanyensis Lörenthey, 1906 †
- Valvata (Cincinna) transbaicalensis Martinson, 1956 † => Valvata transbaicalensis Martinson, 1956 †
- Valvata (Cincinna) unicarinata Lörenthey, 1893 † => Valvata unicarinata Lörenthey, 1893 †
- Valvata (Cincinna) vallestris Fontannes, 1876 † => Valvata vallestris Fontannes, 1876 †
- Valvata (Cincinna) vanciana Tournouër, 1875 † => Valvata vanciana Tournouër, 1875 †
- Valvata (Cincinna) variabilis Fuchs, 1870 † => Valvata variabilis Fuchs, 1870 †
- Valvata (Cincinna) varians Lörenthey, 1902 † => Valvata varians Lörenthey, 1902 †
- Valvata (Cincinna) vinogradovkaensis (Gozhik, 2002) † => Valvata vinogradovkaensis (Gozhik, 2002) †
- Valvata (Cincinna) vivipariformis Oppenheim, 1891 † => Valvata vivipariformis Oppenheim, 1891 †
- Valvata (Cincinna) vrabceana Gorjanović-Kramberger, 1890 † => Valvata vrabceana Gorjanović-Kramberger, 1890 †
- Valvata (Cincinna) aberrans Bukowski, 1896 † => Valvata skhiadica Bukowski, 1896 †
- Valvata (Cincinna) balatonica Rolle, 1862 † => Jekeliella balatonica (Rolle, 1862) †
- Valvata (Cincinna) balteata Brusina, 1878 † => Valvata (Cincinna) sibinensis balteata Brusina, 1878 †
- Valvata (Cincinna) bathybia W. Dybowski, 1886 => Pseudomegalovalvata bathybia (W. Dybowski, 1886)
- Valvata (Cincinna) biformis Sinzov, 1876 † => Borysthenia biformis (Sinzov, 1876) †
- Valvata (Cincinna) bifrons Neumayr in Herbich & Neumayr, 1875 † => Valvata (Cincinna) eugeniae bifrons Neumayr in Herbich & Neumayr, 1875 †
- Valvata (Cincinna) costatus Taner, 1974 † => Valvata costata Taner, 1974 †
- Valvata (Cincinna) drimensis Pavlović, 1903 † => Valvata (Cincinna) sibinensis drimensis Pavlović, 1903 †
- Valvata (Cincinna) gaillardoti Germain, 1911 => Islamia gaillardoti (Germain, 1911)
- Valvata (Cincinna) gaudryana "Tournouër, 1866" † => Valvata inflata Sandberger, 1875 †
- Valvata (Cincinna) gibbulaeformis Brusina, 1902 † => Valvata (Cincinna) eugeniae gibbulaeformis Brusina, 1902 †
- Valvata (Cincinna) goldfussiana Wüst, 1901 † => Borysthenia goldfussiana (Wüst, 1901) †
- Valvata (Cincinna) gradata Fuchs, 1870 † => Jekeliella gradata (Fuchs, 1870) †
- Valvata (Cincinna) graeca Fuchs, 1877 † => Graecamnicola graeca (Fuchs, 1877) †
- Valvata (Cincinna) helicelloides Huckriede, 1967 † => Provalvata helicelloides (Huckriede, 1967) †
- Valvata (Cincinna) hoernesi Penecke, 1884 † => Valvata subcarinata Brusina, 1878 †
- Valvata (Cincinna) lörentheyi Wenz, 1928 † => Valvata (Cincinna) lorentheyi Wenz, 1928 †
- Valvata (Cincinna) minima Fuchs, 1877 † => Pseudamnicola welterschultesi Neubauer, Harzhauser, Kroh, Georgopoulou & Mandic, 2014 †
- Valvata (Cincinna) monachorum Bukowski, 1896 † => Valvata skhiadica Bukowski, 1896 †
- Valvata (Cincinna) proavia Huckriede, 1967 † => Provalvata sabaudiensis (Maillard, 1884) †
- Valvata (Cincinna) tenuistria Fuchs, 1870 † => Jekeliella tenuistriata (Fuchs, 1870) †
- Valvata (Cincinna) theodokii Locard, 1889
- Valvata (Costovalvata) Poliński, 1929 => Valvata O. F. Müller, 1773
- Valvata (Costovalvata) hirsutecostata Poliński, 1929 => Valvata hirsutecostata Poliński, 1929
- Valvata (Costovalvata) pagana Bulić & Jurišić-Polšak, 2009 † => Valvata pagana Bulić & Jurišić-Polšak, 2009 †
- Valvata (Costovalvata) rhabdota Sturany, 1894 => Valvata rhabdota Sturany, 1894
- Valvata (Jekeliusiana) Gozhik, 2002 => Valvata O. F. Müller, 1773
- Valvata (Jekeliusiana) oecsensis Soós, 1934 † => Valvata ocsensis Soós, 1934 †
- Valvata (Ohridotropidina) Hadžišče, 1959 => Valvata O. F. Müller, 1773
- Valvata (Ohridotropidina) relicta (Poliński, 1929) => Valvata relicta (Poliński, 1929)
- Valvata (Pamirocincinna) Sitnikova & Starobogatov, 1983 => Valvata O. F. Müller, 1773
- Valvata (Pamirocincinna) gafurovi Izzatullaev, 1977 => Valvata gafurovi Izzatullaev, 1977
- Valvata (Pamirocincinna) pamirensis Starobogatov, 1972 => Valvata pamirensis Starobogatov, 1972
- Valvata (Tropidina) H. Adams & A. Adams, 1854 => Valvata O. F. Müller, 1773
- Valvata (Tropidina) pusilla Martinson, 1961 † (taxon inquirendum)
- Valvata (Tropidina) armeniaca Walther & Glöer, 2019 => Valvata armeniaca Walther & Glöer, 2019
- Valvata (Tropidina) eugeniae Neumayr in Herbich & Neumayr, 1875 † => Valvata eugeniae Neumayr in Herbich & Neumayr, 1875 †
- Valvata (Tropidina) kebapcii Odabaşi, Glöer & Yıldırım, 2015 => Valvata kebapcii Odabaşi, Glöer & Yıldırım, 2015
- Valvata (Tropidina) kochi Pavlović, 1932 † => Valvata (Valvata) kochi Pavlović, 1932 †
- Valvata (Tropidina) macrostoma Mörch, 1864 => Valvata macrostoma Mörch, 1864
- Valvata (Tropidina) sibirica Middendorff, 1851 => Valvata sibirica Middendorff, 1851
- Valvata (Tropidina) vanciana Tournouër, 1875 † => Valvata vanciana Tournouër, 1875 †
- Valvata (Tropidina) bifrons Neumayr in Herbich & Neumayr, 1875 † => Valvata (Cincinna) eugeniae bifrons Neumayr in Herbich & Neumayr, 1875 †
- Valvata (Tropidina) bojanovski Pavlović, 1932 † => Valvata (Valvata) kochi Pavlović, 1932 †
- Valvata (Tropidina) drimensis Pavlović, 1903 † => Valvata (Cincinna) sibinensis drimensis Pavlović, 1903 †
- Valvata (Turrivalvata) Papp, 1953 † => Valvata O. F. Müller, 1773
- Valvata (Turrivalvata) ranjinai Brusina, 1902 † => Valvata ranjinai Brusina, 1902 †
- Valvata (Turrivalvata) soceni Jekelius, 1944 † => Valvata soceni Jekelius, 1944 †
- Valvata (Turrivalvata) sarmatica Papp, 1954 † => Hauffenia sarmatica (Papp, 1954) †
- Valvata (Valvata) O. F. Müller, 1773 => Valvata O. F. Müller, 1773
- Valvata (Valvata) abdita Brusina, 1902 † => Valvata abdita Brusina, 1902 †
- Valvata (Valvata) aphanotylopsis Brusina, 1902 † => Valvata aphanotylopsis Brusina, 1902 †
- Valvata (Valvata) bouei Pavlović, 1903 † => Valvata bouei Pavlović, 1903 †
- Valvata (Valvata) cristata O. F. Müller, 1774 => Valvata cristata O. F. Müller, 1774
- Valvata (Valvata) cyclostoma (Brusina, 1902) † => Valvata cyclostoma (Brusina, 1902) †
- Valvata (Valvata) cyclostrema Brusina, 1892 † => Valvata cyclostrema Brusina, 1892 †
- Valvata (Valvata) debilis Fuchs, 1870 † => Valvata debilis Fuchs, 1870 †
- Valvata (Valvata) euristoma Brusina, 1902 † => Valvata euristoma Brusina, 1902 †
- Valvata (Valvata) exotica Papp, 1954 † => Valvata exotica Papp, 1954 †
- Valvata (Valvata) gregaria Bukowski, 1896 † => Valvata gregaria Bukowski, 1896 †
- Valvata (Valvata) helicoides Stoliczka, 1862 † => Valvata helicoides Stoliczka, 1862 †
- Valvata (Valvata) homalogyra Brusina, 1874 † => Valvata homalogyra Brusina, 1874 †
- Valvata (Valvata) kochi Pavlović, 1932 † => Valvata kochi Pavlović, 1932 †
- Valvata (Valvata) leptonema Brusina, 1892 † => Valvata leptonema Brusina, 1892 †
- Valvata (Valvata) marginata Michaud, 1855 † => Valvata marginata Michaud, 1855 †
- Valvata (Valvata) palmotici Brusina, 1902 † => Valvata palmotici Brusina, 1902 †
- Valvata (Valvata) pisidica Oppenheim, 1919 † => Valvata pisidica Oppenheim, 1919 †
- Valvata (Valvata) planconcava Pavlović, 1927 † => Valvata planconcava Pavlović, 1927 †
- Valvata (Valvata) salebrosa Meijer, 1990 † => Valvata salebrosa Meijer, 1990 †
- Valvata (Valvata) sulekiana Brusina, 1874 † => Valvata sulekiana Brusina, 1874 †
- Valvata (Valvata) symmetra (Ludwig, 1865) † => Valvata symmetra (Ludwig, 1865) †
- Valvata (Valvata) toplicani Milošević, 1984 † => Valvata toplicani Milošević, 1984 †
- Valvata (Valvata) tournoueri Capellini, 1880 † => Valvata tournoueri Capellini, 1880 †
- Valvata (Valvata) carinata Fuchs, 1870 † => Muellerpalia pseudovalvatoides Neubauer, Harzhauser, Kroh, Georgopoulou & Mandic, 2014 †
- Valvata (Valvata) eurystoma Brusina, 1902 † => Valvata (Valvata) euristoma Brusina, 1902 †
- Valvata (Valvata) oecsensis Soós, 1934 † => Valvata ocsensis Soós, 1934 †
- Valvata (Valvata) simplex Fuchs, 1870 † => Muellerpalia haszprunari Neubauer, Harzhauser, Kroh, Georgopoulou & Mandic, 2014 †
- Valvata (Aegaea) Oppenheim, 1891 † => Valvata (Cincinna) Mörch, 1864
- Valvata (Aegaea) philippsoni Oppenheim, 1891 † => Valvata (Cincinna) philippsoni Oppenheim, 1891 †
- Valvata (Aegaea) vivipariformis Oppenheim, 1891 † => Valvata (Cincinna) vivipariformis Oppenheim, 1891 †
- Valvata (Alienella) Starobogatov & Zatravkin, 1985 => Valvata (Sibirovalvata) Starobogatov & Streletzkaja, 1967
- Valvata (Atropidina) Lindholm, 1906 => Valvata (Cincinna) Mörch, 1864
- Valvata (Atropidina) pileiformis Youluo, 1978 † => Valvata pileiformis Youluo, 1978 †
- Valvata (Atropidina) turislavica Jekelius, 1944 † => Valvata turislavica Jekelius, 1944 †
- Valvata (Atropidina) velitzelosi Schütt in Schütt & Velitzelos, 1991 † => Valvata velitzelosi Schütt in Schütt & Velitzelos, 1991 †
- Valvata (Atropidina) wenzi Papp, 1953 † => Valvata wenzi Papp, 1953 †
- Valvata (Atropidina) lauta Lindholm, 1909 => Megalovalvata lauta (Lindholm, 1909)
- Valvata (Atropidina) pulchella Studer, 1789 => Valvata (Cincinna) piscinalis (O. F. Müller, 1774)
- Valvata (Borysthenia) Lindholm, 1914 => Borysthenia Lindholm, 1914
- Valvata (Borysthenia) juxi Schlickum & Strauch, 1979 † => Borysthenia juxi (Schlickum & Strauch, 1979) †
- Valvata (Borysthenia) pronaticina Lindholm, 1932 † => Borysthenia pronaticina (LIndholm, 1932) †
- Valvata (Liratina) Lindholm, 1906 => Megalovalvata Lindholm, 1906
- Valvata (Liratina) baicalensis Gerstfeldt, 1859 => Megalovalvata baicalensis (Gerstfeldt, 1859)
- Valvata (Megalovalvata) Lindholm, 1906 => Megalovalvata Lindholm, 1906
- Valvata (Megalovalvata) protopiligera Martinson, 1961 † (taxon inquirendum)
- Valvata (Megalovalvata) grubei W. Dybowski, 1875 => Valvata grubei W. Dybowski, 1875
- Valvata (Megalovalvata) lauta Lindholm, 1909 => Megalovalvata lauta (Lindholm, 1909)
- Valvata (Megalovalvata) piligera Lindholm, 1909 => Megalovalvata piligera (Lindholm, 1909)
- Valvata (Pseudomegalovalvata) Kozhov, 1936 => Pseudomegalovalvata Kozhov, 1936 (original rank)
- Valvata (Pseudomegalovalvata) laethmophila Beckman & Starobogatov, 1975 => Pseudomegalovalvata laethmophila (Beckman & Starobogatov, 1975)
- Valvata (Pseudomegalovalvata) profundicola Beckman & Starobogatov, 1975 => Pseudomegalovalvata profundicola (Beckman & Starobogatov, 1975)
- Valvata (Pseudomegalovalvata) tenagobia Beckman & Starobogatov, 1975 => Pseudomegalovalvata tenagobia (Beckman & Starobogatov, 1975)
- Valvata alta Deshayes, 1862 † => Bythinella alta (Deshayes, 1862) †
- Valvata alta K. Ali-Zade, 1932 † => Valvata turbinoides K. Ali-Zade, 1936 †
- Valvata balatonica Rolle, 1862 † => Jekeliella balatonica (Rolle, 1862) †
- Valvata balteata Brusina, 1878 † => Valvata (Cincinna) sibinensis balteata Brusina, 1878 †
- Valvata bicincta Fuchs, 1870 † => Muellerpalia bicincta (Fuchs, 1870) †
- Valvata biformis Sinzov, 1876 † => Borysthenia biformis (Sinzov, 1876) †
- Valvata biwaensis Preston, 1916 => Biwakovalvata biwaensis (Preston, 1916)
- Valvata bronni d'Ancona in Cocchi, 1867 † => Stephania bronni (d'Ancona in Cocchi, 1867) †
- Valvata carinata Fuchs, 1870 † => Muellerpalia pseudovalvatoides Neubauer, Harzhauser, Kroh, Georgopoulou & Mandic, 2014 †
- Valvata carinata G. B. Sowerby, 1834 => Valvata tricarinata (Say, 1817)
- Valvata conoidalis Michaud, 1855 † => Craspedopoma conoidale (Michaud, 1855) †
- Valvata coronadoi Bourguignat, 1870 => Neohoratia coronadoi (Bourguignat, 1870)
- Valvata deflexa Sandberger, 1858 † => Gyraulus (Gyraulus) deflexus (Sandberger, 1858) †
- Valvata densestriata Pilsbry, 1934 † => Valvata humeralis densestriata Pilsbry, 1934 †
- Valvata densistriata [sic] † => Valvata humeralis densestriata Pilsbry, 1934 †
- Valvata deshayesi Yen, 1948 † => Valvata joncheryensis Wenz, 1930 †
- Valvata drimensis Pavlović, 1903 † => Valvata (Cincinna) sibinensis drimensis Pavlović, 1903 †
- Valvata dromica Fontannes, 1881 † => Pseudamnicola dromica (Fontannes, 1881) †
- Valvata egregia Noulet, 1857 † => Bolania (Bolania) egregia (Noulet, 1857) †
- Valvata erythropomatia Hauffen, 1856 => Hauffenia erythropomatia (Hauffen, 1856)
- Valvata euomphalus Fuchs, 1877 † => Graecamnicola euomphalus (Fuchs, 1877) †
- Valvata exigua A. Schmidt, 1856 => Daphniola exigua (A. Schmidt, 1856)
- Valvata faujasii Dumas, 1876 † => Valvata minuta Draparnaud, 1805
- Valvata frigida Westerlund, 1873 => Valvata sibirica f. frigida Westerlund, 1873
- Valvata gibbulaeformis Brusina, 1902 † => Valvata (Cincinna) eugeniae gibbulaeformis Brusina, 1902 †
- Valvata globulina Paladilhe, 1866 => Islamia moquiniana (Dupuy, 1851)
- Valvata gradata Fuchs, 1870 † => Jekeliella gradata (Fuchs, 1870) †
- Valvata graeca Fuchs, 1877 † => Graecamnicola graeca (Fuchs, 1877) †
- Valvata grubei W. Dybowski, 1875 => Megalovalvata grubei (W. Dybowski, 1875)
- Valvata guatemalensis Morelet, 1851 => Cochliopina guatemalensis (Morelet, 1851)
- Valvata hebraica Lesson, 1831 => Cyclotus hebraicus (Lesson, 1831)
- Valvata helicoides de Loriol in de Loriol & Jaccard, 1865 † => Provalvata helicelloides (Huckriede, 1967) †
- Valvata hellenica Westerlund, 1898 => Daphniola exigua (A. Schmidt, 1856)
- Valvata hidasensis Kókay, 1967 † => Sandbergerina hidasensis (Kókay, 1967) †
- Valvata hoernesi Penecke, 1884 † => Valvata subcarinata Brusina, 1878 †
- Valvata jelskii Crosse, 1863 => Borysthenia naticina (Menke, 1845)
- Valvata leei Logan, 1900 † => Amplovalvata scabrida leei (Logan, 1900) †
- Valvata leptopomoides Reuss, 1868 † => Craspedopoma leptopomoides (Reuss, 1868) †
- Valvata lewisi Currier, 1868 => Valvata lewisi lewisi Currier, 1868
- Valvata loryana de Loriol in de Loriol & Jaccard, 1865 † => Loriolina loryana (de Loriol in de Loriol & Jaccard, 1865) †
- Valvata micra Pilsbry & Ferriss, 1906 => Phreatodrobia micra (Pilsbry & Ferriss, 1906)
- Valvata micrometrica Locard, 1889 => Islamia moquiniana (Dupuy, 1851)
- Valvata microscopica Nevill, 1877 => Coliracemata microscopica (Nevill, 1877)
- Valvata minima Fuchs, 1877 † => Pseudamnicola welterschultesi Neubauer, Harzhauser, Kroh, Georgopoulou & Mandic, 2014 †
- Valvata minuta Draparnaud, 1805 => Islamia minuta (Draparnaud, 1805)
- Valvata minutissima Wattebled, 1884 => Clenchiella minutissima (Wattebled, 1884)
- Valvata monachorum Bukowski, 1896 † => Valvata skhiadica Bukowski, 1896 †
- Valvata moquiniana Dupuy, 1851 => Islamia moquiniana (Dupuy, 1851)
- Valvata mucronata Menke, 1830 => Craspedopoma mucronatum (Menke, 1830)
- Valvata mucronatum Menke, 1830 => Craspedopoma mucronatum (Menke, 1830)
- Valvata multicarinata Yen, 1946 † => Valvata idahoensis D. W. Taylor in D. W. Taylor & G. R. Smith, 1981 †
- Valvata multiformis (Potiez & Michaud, 1838) † => Gyraulus (Gyraulus) trochiformis (Stahl, 1824) †
- Valvata naticina Menke, 1845 => Borysthenia naticina (Menke, 1845)
- Valvata normalis B. Walker, 1902 => Valvata bicarinata I. Lea, 1841
- Valvata octonaria Brusina, 1902 † => Muellerpalia haszprunari octonaria (Brusina, 1902) †
- Valvata ogerieni Locard, 1883 † => Valvata eugeniae ogerieni Locard, 1883 †
- Valvata oregonensis G. D. Hanna, 1922 † => Valvata whitei Hannibal, 1910
- Valvata ottiliae Penecke, 1884 † => Valvata sibinensis balteata Brusina, 1878 †
- Valvata parvula Deshayes, 1862 † => Valvata joncheryensis Wenz, 1930 †
- Valvata parvula Meek & Hayden, 1856 † => Gyraulus parvulus (Meek & Hayden, 1856) †
- Valvata pedderi B. J. Smith, 1973 => Striadorbis pedderi (B. J. Smith, 1973)
- Valvata petiti Crosse, 1872 => Heterocyclus petiti (Crosse, 1872)
- Valvata piligera Lindholm, 1909 => Megalovalvata piligera (Lindholm, 1909)
- Valvata proxima (Fuchs, 1870) † => Pseudamnicola proxima (Fuchs, 1870) †
- Valvata pulchella Studer, 1789 => Valvata (Cincinna) piscinalis (O. F. Müller, 1774)
- Valvata pupoidea Gould, 1839 => Lyogyrus pupoideus (Gould, 1839)
- Valvata sabaudiensis Maillard, 1884 † => Provalvata sabaudiensis (Maillard, 1884) †
- Valvata sarmatica Papp, 1954 † => Hauffenia sarmatica (Papp, 1954) †
- Valvata sayni Fontannes, 1883 † => Valvata (Cincinna) sibinensis sayni Fontannes, 1883 †
- Valvata scabrida Meek & Hayden, 1865 † => Amplovalvata scabrida (Meek & Hayden, 1865) †
- Valvata schlosseri Royo Gómez, 1922 † => Horatia schlosseri (Royo Gómez, 1922) †
- Valvata serbica Brusina, 1902 † => Pseudamnicola welterschultesi Neubauer, Harzhauser, Kroh, Georgopoulou & Mandic, 2014 †
- Valvata serpens Stefanescu, 1896 † => Valvata (Cincinna) crusitensis Fontannes, 1887 †
- Valvata simplex Fuchs, 1870 † => Muellerpalia haszprunari Neubauer, Harzhauser, Kroh, Georgopoulou & Mandic, 2014 †
- Valvata stelleri W. Dybowski, 1903 => Valvata confusa Westerlund, 1897
- Valvata strebeli P. Fischer & Crosse, 1891 => Valvata humeralis Say, 1829
- Valvata striata Philippi, 1836 † => Circulus striatus (Philippi, 1836)
- Valvata striata Lewis, 1856 => Valvata lewisi lewisi Currier, 1868
- Valvata subnaticina Łomnicki, 1886 † => Valvata (Cincinna) radiatula subnaticina Łomnicki, 1886 †
- Valvata subparvula Cossmann, 1921 † => Gyraulus parvulus (Meek & Hayden, 1856) †
- Valvata suturalis Grabau, 1923 † => Amplovalvata suturalis (Grabau, 1923) †
- Valvata tasmanica T. Woods, 1876 => Beddomeia tasmanica (T. Woods, 1876)
- Valvata tenuistriata Fuchs, 1870 † => Jekeliella tenuistriata (Fuchs, 1870) †
- Valvata unicarinata De Kay, 1843 => Valvata tricarinata (Say, 1817)
- Valvata windhauseni Parodiz, 1961 † => Potamolithus windhauseni (Parodiz, 1961) †